# Pelosia perla
Pelosia perla là một loài bướm đêm thuộc phân họ Arctiinae, họ Erebidae.